# Luis León Sánchez

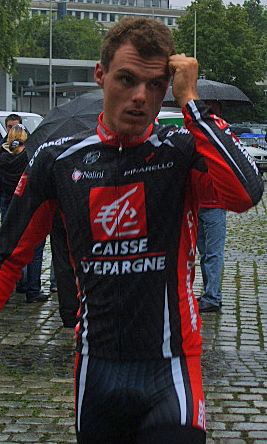
Luis León Sánchez Gil em 2007.

Luis León Sánchez Gil (Mula (Murcia), 24 de novembro de 1983) é um ciclista espanhol.